# Nightingale School of Nursing

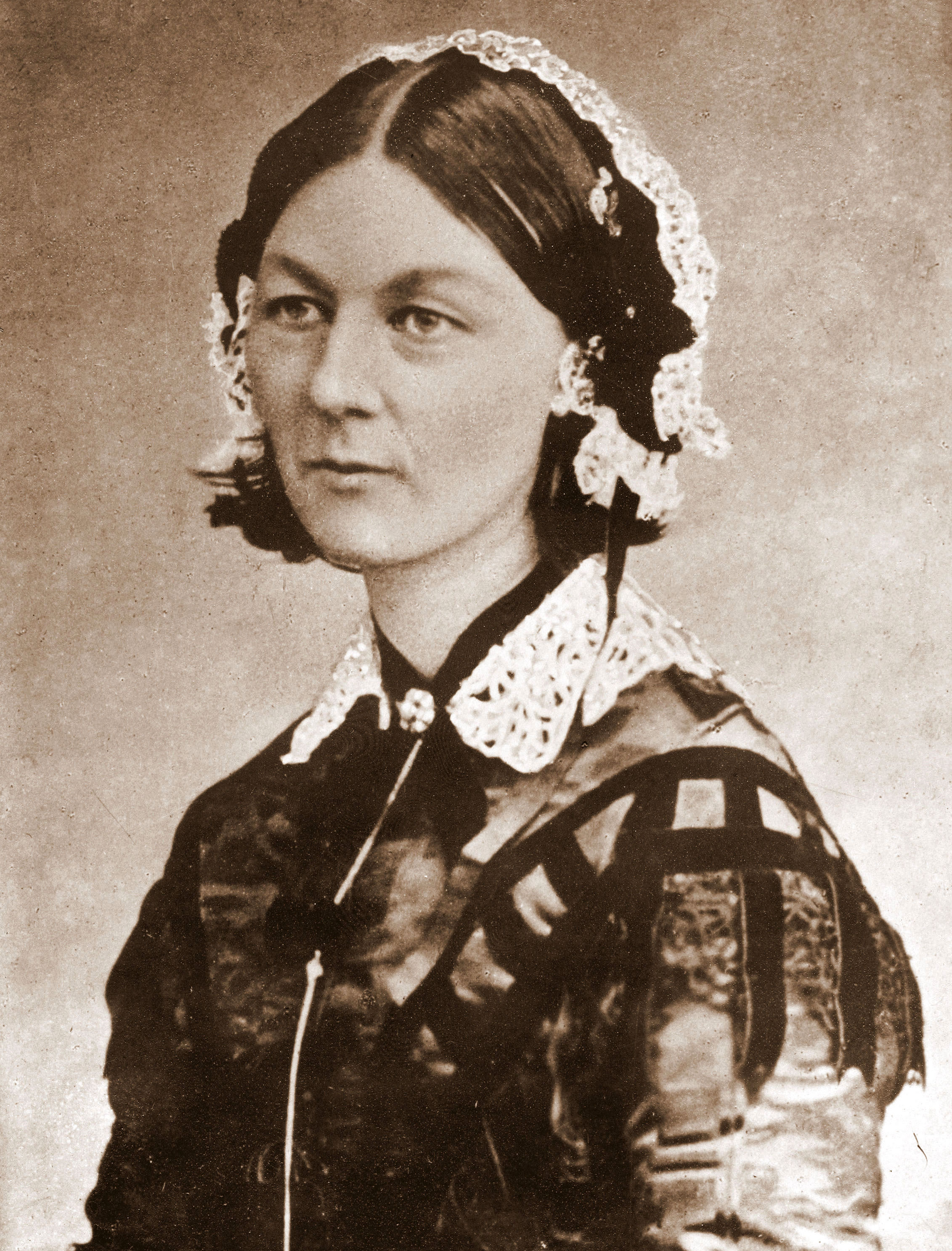
Florence Nightingale

Die Nightingale School of Nursing war die erste Krankenpflegeschule ohne kirchliche Anbindung, die die Pionierin der modernen Krankenpflege, Florence Nightingale, mit Mitteln des ihr zur Verfügung stehenden Nightingale Funds einrichtete. Unter diesem Namen bestand die Krankenpflegeschule vom 24. Juni 1860 bis 1991. 1991 wurde die berufsbezogene Krankenpflegeausbildung in Großbritannien durch ein Studium an Fachhochschulen und Universitäten abgelöst. 2017 wurde das Institut umbenannt in Florence Nightingale Faculty of Nursing, Midwifery & Palliative Care.
In Großbritannien, wo es sich bis weit in die zweite Hälfte des 19. Jahrhunderts bei Pflegekräften überwiegend um Frauen handelte, die keine Anstellung als Dienstboten gefunden hatten, bot diese Krankenpflegeschule als erste ihrer Art als Ziel eine eigenständige Berufstätigkeit für Frauen. Die Pflegeforscherin Monica Baly sieht den wesentlichen Beitrag der Nightingale School of Nursing in ihrer Vorbildwirkung für andere Krankenhäuser. Die öffentliche Aufmerksamkeit, die diese Ausbildungseinrichtung genoss, zwang andere britische Krankenhäuser, ebenfalls Lehrgänge einzurichten und auf eine bessere Ausbildung ihres Pflegepersonals zu achten.

## Geschichte der Nightingale School of Nursing

### Hintergrund

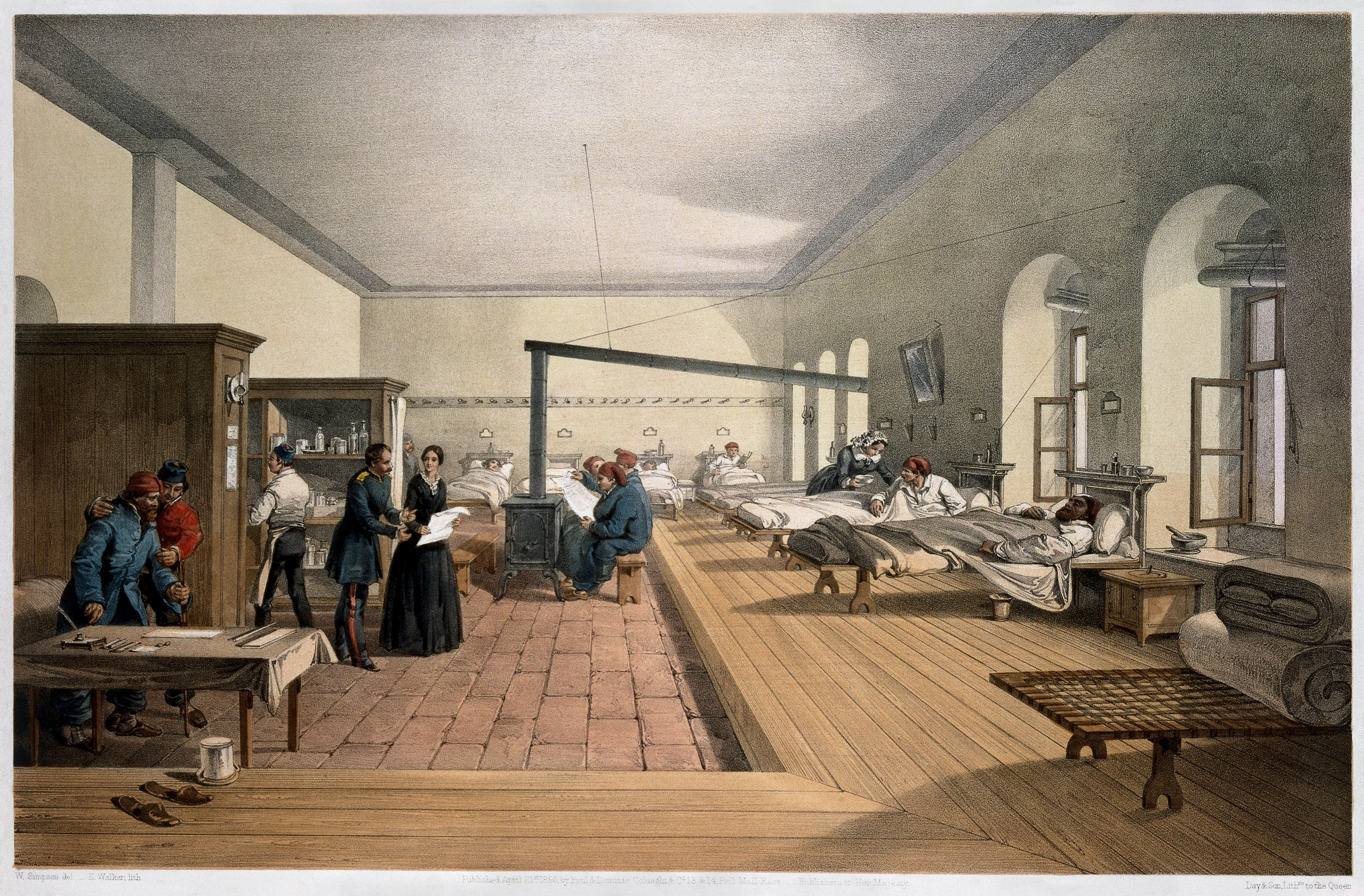
Das Militärlazarett in Scutari nach den Reformen durch Florence Nightingale

Der Nightingale Fund war bereits 1855 aus Dankbarkeit für den Einsatz von Florence Nightingale und der Gruppe der von ihr geleiteten Pflegerinnen im Krimkrieg initiiert wurden. Er gilt als der erste britische Spendenaufruf, der sich an alle Schichten der britischen Bevölkerung wendete. Unterstützt wurde er von einer Reihe bekannter Persönlichkeiten Großbritanniens, unter anderem gab die Sopranistin Jenny Lind ein Benefizkonzert. General William John Codrington regte an, dass Armeeangehörige einen Tagessold spenden sollten und fast ein Viertel der 44.039 Pfund, die zusammenkamen, stammten von Angehörigen der britischen Armee. Angesichts der vorherrschenden Wirtschaftskrise, die vor allem die unteren Schichten hart traf, kam der größte Teil der Spenden jedoch von Angehörigen der Mittel- und Oberschicht.
Florence Nightingale, die zu dieser Zeit noch das Militärkrankenhaus in Scutari (Selimiye-Kaserne) leitete, reagierte auf die Idee des Nightingale Funds höflich, aber wenig enthusiastisch. Auf die Bitte, einen ersten Entwurf für die Umsetzung einer solchen Schule niederzuschreiben, antwortete sie in einem Brief vom 27. September 1855: Es scheint Leute zu geben, die denken, ich habe nichts anderes im Moment zu tun als Pläne zu machen. Ihrer langjährigen Bekannten Selina Bracebridge gegenüber äußerte sie, dass sie noch möglicherweise über Jahre Erfahrungen sammeln wolle, bevor sie eine solche Aufgabe übernehme.

### Das Nightingalesche System
Florence Nightingale kehrte 1856 nach Großbritannien zurück, erkrankte kurz darauf aber an einer besonders schwerwiegenden Form der Brucellose. Dies war neben ihrer Konzentration auf die Reform des britischen Sanitätswesens ein Grund, warum die Mittel des Nightingale Funds bis 1859 keiner Verwendung zugeführt wurden. Florence Nightingale war sich außerdem gegen Ende der 1850er Jahre noch nicht sicher, welche Form einer Pflegeausbildung die zweckmäßigste sei. In der Öffentlichkeit mehrten sich die Stimmen, die dies kritisierten, so dass am 24. Juni 1860 endlich die Nightingale School of Nursing mit 15 Schwesternschülerinnen in einem Alter zwischen 25 und 35 Jahren eröffnet wurde. An der Pflegeschule wurde weitgehend das heute als Nightingalesches System bezeichnete Ausbildungsmodell umgesetzt, bei dem Berufsanfänger durch erfahrene Pflegekräfte und nicht durch Ärzte geschult wurden. Eine umfangreiche theoretische Ausbildung mit anschließenden Examen hielt Florence Nightingale für wenig zielführend, da aus ihrer Sicht Prüfungen nur ein Test des Erinnerungsvermögens waren und nichts über die Leistung einer Pflegerin auf der Station aussagten. Ihr Ausbildungsmodell legte einen Schwerpunkt auf Hygiene; dabei spielt auch eine Rolle, dass Florence Nightingale bis zu Beginn der 1870er Jahre ein Anhänger der Miasmentheorie war. Sauberkeit, richtige Lüftung und angemessene Ernährung heilten ihrer Ansicht nach die meisten Krankheiten. Die Ausbildung sollte nicht konfessionell gebunden sein, die ausbildende Pflegeleiterin sollte aber auf die charakterliche Bildung und moralische Festigung der zukünftigen Pflegerinnen Wert legen.

### St Thomas’ Hospital als Standort

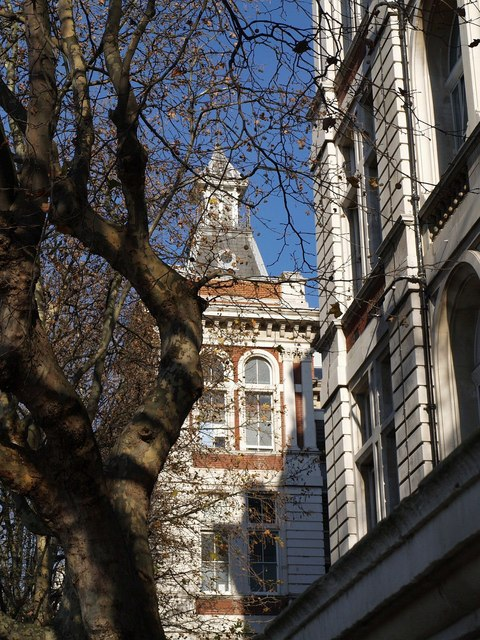
St Thomas’ Hospital, Reste des 1871 fertiggestellten Baus

Als Ausbildungskrankenhaus war nach längerer Suche das Londoner St Thomas’ Hospital gewählt worden, für das Pläne für einen Umzug aus der Innenstadt in einen Neubau in einem Vorort bestanden. Da das ursprüngliche Gelände des St Thomas’ Hospital für den Bau einer Eisenbahnlinie benötigt wurde, aber noch keine Entscheidung für den neuen Standort getroffen worden war, wurde das Krankenhaus zwei Jahre nach der Eröffnung der Pflegeschule für eine Übergangszeit in den Stadtteil Newington verlegt. Dort konnte, verglichen mit dem alten Standort, nur eine geringere Zahl an Patienten aufgenommen werden; die Zahl der Schülerinnen ging auf zehn zurück. Das neue St Thomas’ Hospital wurde schließlich am 21. Juni 1871 eröffnet. Gegen den Widerstand von Florence Nightingale war ein Standort am Themseufer gegenüber dem Palace of Westminster gewählt worden. Das Krankenhaus stand zum Teil auf Schwemmland, nach Ansicht von Florence Nightingale als Anhängerin der Miasmentheorie ein für ein Krankenhaus ungeeigneter Untergrund. Die Bauweise des Krankenhauses entsprach jedoch den Grundprinzipien eines idealen Krankenhausbaus, wie ihn Florence Nightingale in ihren Notes on Hospitals beschrieben hatte. Der von dem Architekten Henry Currey entworfene Bau bestand aus sieben weit auseinander liegenden Flügeln im Italianate-Stil, die an ihrer flussabgewandten Seite durch einen zentralen Korridor miteinander verbunden waren. Die einzelnen Flügel standen so weit auseinander, dass sie sich nicht beschatteten. Das Krankenhaus existierte in dieser Form bis in die 1940er Jahre. Durch einen Bombentreffer im Zweiten Weltkrieg wurden vier der Flügel zerstört. Heute steht an ihrer Stelle ein Neubau aus den 1970er Jahren.
Einige der Absolventinnen der Nightingale School of Nursing erlangten sehr schnell große Bekanntheit: Als sich im Januar 1864 der Philanthrop William Rathbone mit dem Angebot an Florence Nightingale wandte, eine Maßnahme zu finanzieren, die zur Verbesserung der Krankenpflege im Brownlow Hill Workhouse Infirmary, Liverpool, beitragen würde, schlug ihm Florence Nightingale die Bezahlung einer Gruppe ausgebildeter Krankenpflegerinnen vor, denen Agnes Jones als Pflegeleiterin vorstand. Im Brownlow Hill Workhouse Infirmary wurden ausschließlich erkrankte Arbeitshausinsassen behandelt, die von arbeitsfähigen Mitinsassen ohne Ausbildung in der Krankenpflege betreut wurden (sogenannte „Pauper Nurses“). Nightingales Arbeitsbeginn in Liverpool fiel zeitlich mit einem Skandal zusammen, der die Aufmerksamkeit der Öffentlichkeit auf die Zustände in den Armenhäusern lenkte: Der Tod des 28-jährigen Timothy Daly, eines Insassen des Holborn Workhouses in London, wurde allein dem Dreck zugeschrieben, in dem man ihn während seiner Erkrankung liegen ließ. In Briefen an Agnes Jones mahnte Florence Nightingale, dass ihr Erfolg wegen dieser Aufmerksamkeit der Ausgangspunkt einer der weitreichendsten Reformen ihres Zeitalters sein könne.

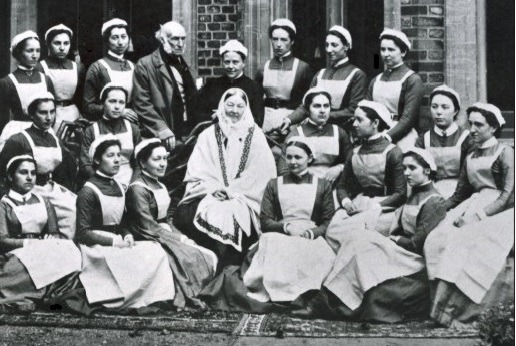
Florence Nightingale mit ihren Schülerinnen und Sir Harry Verney, der die Schule unterstützte

Agnes Jones starb bereits 1868 an Typhus. In der britischen Öffentlichkeit bestand mittlerweile jedoch Einigkeit über den Reformbedarf in der Gesundheitsfürsorge von Personen, die auf öffentliche Unterstützung angewiesen waren. Die britische Armengesetzgebung verknüpfte die öffentliche Fürsorge gezielt mit so unattraktiven Bedingungen wie der verpflichtenden Einweisung in ein Arbeitshaus, um Missbrauch einzuschränken. In dem Moment, in dem ein von Fürsorge lebender Armer aber krank wurde, argumentierte Florence Nightingale, „ist er kein Armer mehr ...[sondern] er wird zum Bruder unserer aller & wie für einen Bruder sollten wir für ihn sorgen.“ Das neue Metropolitan Poor Law, das dies verbessern sollte, wurde unter Würdigung des Beitrags Florence Nightingales im Jahre 1867 verabschiedet. Es ging nicht so weit, wie von Florence Nightingale ursprünglich vorgeschlagen, sah aber die Einrichtung von speziellen Hospitälern für Fieber- und Geisteskranke vor, die bislang ebenfalls in Arbeitshäuser eingewiesen wurden. Zuständig für diese Krankenhäuser war das neu geschaffene Metropolitan Asylums Board, das aus Mitteln der Stadt finanziert wurde. Es sah auch den zunehmenden Einsatz von ausgebildeten Krankenpflegern vor. Das Gesetz gilt als der erste Schritt zur Trennung staatlicher Krankenfürsorge von staatlicher Armenfürsorge und mündete schließlich in der Gründung des National Health Service, des aus Steuermitteln finanzierten britischen Gesundheitssystems, das für jede in Großbritannien wohnhafte Person kostenlose medizinische Versorgung sicherstellt.

### Probleme und Reform der Ausbildung

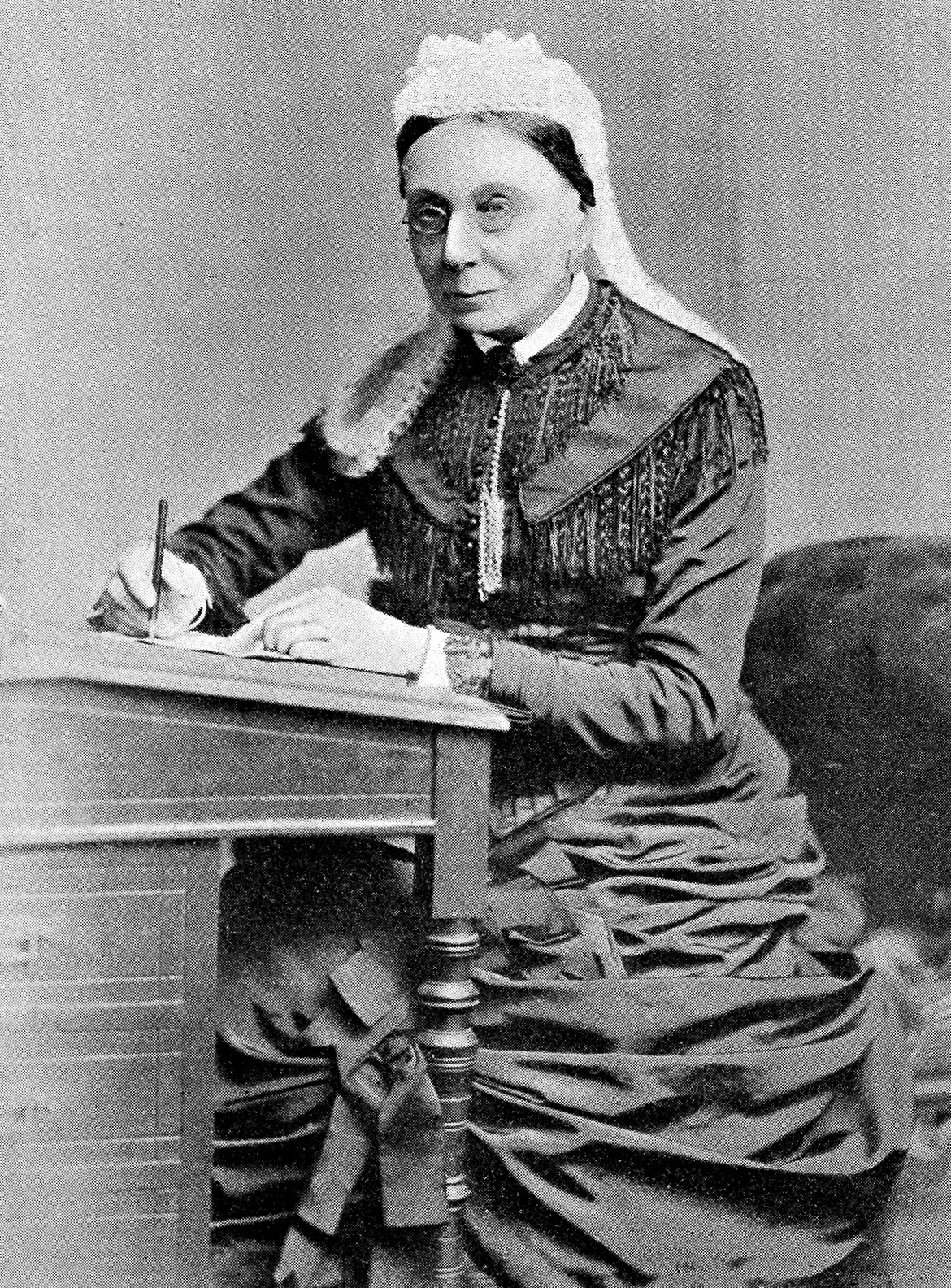
Die erste Schulleiterin Sarah Elizabeth Wardroper

Nach dem Umzug des St Thomas’ Hospital an das Themseufer mussten Florence Nightingale und der Verwaltungsrat des Nightingale Funds zunehmend feststellten, dass die Pflegeausbildung keineswegs den Vorstellungen von Florence Nightingale entsprach. Sarah Wardroper, die gleichzeitig Pflegeleiterin des St Thomas Hospital und Leiterin der Pflegeschule war, war damit in jeder Hinsicht überfordert. Der Arzt Richard Whitfield, der vom Funds seit 1860 für regelmäßige Vorlesungen bezahlt wurde, kam dieser Verpflichtung kaum noch nach. Von den 180 Frauen, deren Ausbildung zwischen 1860 und 1870 von dem Nightingale Fund finanziert wurden, beendeten 66 ihre Ausbildung vorzeitig. Mehr als die Hälfte davon wurde wegen Fehlverhalten entlassen, davon allein fünf wegen Trunkenheit. Vier weitere starben während der Ausbildung; eine große Zahl der Schülerinnen erwies sich als gesundheitlich nicht in der Lage, ihren Vertrag zu erfüllen. Unter den Erkrankten waren auch Syphiliserkrankte und Drogenabhängige; ein Hinweis darauf, dass Sarah Wardroper die Schülerinnen nicht mit der Sorgfalt auswählte, die Florence Nightingale sich gewünscht hatte. Eine Kündigung des Vertrages mit dem St Thomas Hospital und die Wahl eines anderen Ausbildungskrankenhauses wurde erwogen, aber Florence Nightingale und der Verwaltungsrat waren sich bewusst, dass diese Situation sich auch an einem anderen Krankenhaus wiederholen könnte. Nach langwierigen Verhandlungen mit der Krankenhausleitung wurde an Stelle von Richard Whitfield der Chirurg John Croft beauftragt, wöchentlich eine Vorlesung in der Schule zu halten. John Croft kam dieser Aufgabe bis 1894 nach; die von ihm entwickelte Vorlesungsreihe trug wesentlich zum langfristigen Erfolg der Nightingale Nursing School bei. Die Schülerinnen begannen an Autopsien teilzunehmen, und für Patienten der Chirurgie wurde ein Pflegestandard entwickelt, der ausgebildeten Krankenpflegern mehr Verantwortung übertrug. Auf John Croft ist vermutlich auch zurückzuführen, dass Florence Nightingale die Miasmatheorie als falsch erkannte und die Infektionslehre akzeptierte. In ihren Veröffentlichungen in den späten 1870er Jahren betonte sie zunehmend den Wert antiseptischer Maßnahmen. Der Verbleib am St Thomas Hospital verhinderte eine Trennung von Sarah Wardroper.
Probleme bereitete der unterschiedliche Bildungsgrad der Schwesternschülerinnen. Insbesondere innerhalb der Gruppe der Ordinaries, die aus der Unterschicht stammten, waren viele nicht hinreichend des Schreibens kundig und außer Stande, in den Vorlesungen mitzuschreiben. Diese Schülerinnen wurden zwei Nachmittage pro Woche zusätzlich in Lesen und Schreiben unterrichtet. Die in einem Schwesternheim wohnenden Schülerinnen wurden dort zusätzlich von einer Home Sister betreut, die auch einen Teil der Ausbildung übernahm. Florence Nightingale begann, sich intensiver um die Schülerinnen zu kümmern, indem sie zeitweilig täglich jeweils ein oder zwei zu Gesprächen in ihrem Haus einlud. Um den esprit de corps der Gruppe zu fördern, ließ sie im Schwesternheim Musik- und Literaturabende einführen. Die Verbesserungen im Ausbildungsstandard zeigten bald Erfolge. Zu Beginn der 1880er Jahre wurden Krankenpflegerinnen, die die Nightingale School of Nursing durchlaufen hatten, Pflegeleiterinnen einer Reihe großer Krankenhäuser in London und der Provinz, wo sie Ausbildungsprogramme für Pflegekräfte etablierten, die dem der Nightingale School of Nursing glichen.

### Weitere Entwicklung

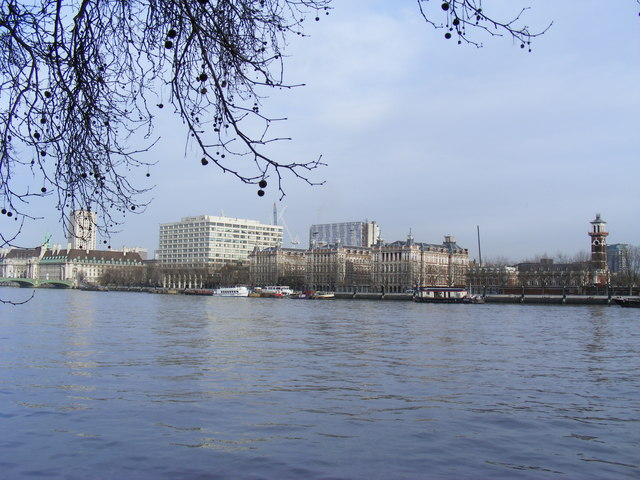
St Thomas’ Hospital: Im rechten Teil des Fotos sind drei der Flügel des Baus aus den 1870er Jahren zu sehen, daneben befindet sich der Krankenhaus-Neubau aus den 1970er Jahren

Nach ihrer Zusammenlegung mit der Olive Haydon School of Midwifery und der Thomas Guy & Lewisham School of Nursing wurde die Schule 1991 in Nightingale College of Health umbenannt. Zwei Jahre später wurde das Institut dem King’s College London angeschlossen und ist seit 2014
eine eigenständige Fakultät mit den Fachbereichen Erwachsenenpflege, Kinder- und Familiengesundheit, Geburtshilfe sowie Psychiatrische Pflege. Mit der Eingliederung des Cicely Saunders Institute kam Palliative Care als Fachbereich hinzu, so dass die Fakultät in Florence Nightingale Faculty of Nursing, Midwifery & Palliative Care umbenannt wurde.

## Bekannte Absolventen
- Sophie Mannerheim
- Cicely Saunders, die spätere Begründerin der Hospizbewegung, wurde ab 1940 in der Nightingale School of Nursing zur Krankenschwester ausgebildet.